# Zachenberg
Zachenberg – miejscowość i gmina w Niemczech, w kraju związkowym Bawaria, w rejencji Dolna Bawaria, w regionie Donau-Wald, w powiecie Regen, wchodzi w skład wspólnoty administracyjnej Ruhmannsfelden. Leży około 10 km na zachód od miasta Regen, przy drodze B11 i linii kolejowej Deggendorf – Klatovy.

## Dzielnice
W skład gminy wchodzą dzielnice: Auerbach, Auhof, Bruckberg, Bruckhof, Brumbach, Eckersberg, Fratersdorf, Furth, Gaisruck, Giggenried, Gotteszell, Göttleinsberg, Gottlesried, Haberleuthen, Hafenried, Hasmannsried, Hausermühle, Hinterdietzberg, Hochau, Kirchweg, Kleinried, Klessing, Köckersried, Lämmersdorf, Leuthen, Lobertsried, Muschenried, Ochsenberg, Pointmannsgrub, Reisachmühle, Triefenried, Vorderdietzberg, Wandelmühle, Weichselsried, Wolfsberg, Zachenberg, Zierbach.

### Demografia
| Rok  | Liczba mieszk. |
| ---- | -------------- |
| 1970 | 1 963          |
| 1987 | 2 046          |
| 2000 | 2 097          |